# Brindisi Football Club 2022-2023
Questa voce raccoglie le informazioni riguardanti il Brindisi Football Club nelle competizioni ufficiali della stagione 2022-2023.

## Divise e sponsor
Le divise, prodotte dall'azienda giapponese Mizuno, vengono presentate la mattina del 23 settembre 2022 nell'ambito di un evento organizzato all'interno della sede di Confindustria Brindisi, situata in Corso Garibaldi 53. Di stampo abbastanza tradizionale, la prima maglia è azzurra con la V sul petto bianca così come il colletto. In basso v'è il disegno del Monumento al Marinaio tono su tono. La maglia da trasferta è all white con la V nera, colore che si ripete sui dettagli delle maniche e sul colletto. La terza tenuta è nera e oro e sul lato sfoggia la testa di un cervo, simbolo del club.
Sul davanti delle maglie da gara gli sponsor presenti sono Brunda Pizzeria, signorbet.news e Caffè Fadi. Lo sleeve sponsor è Narciso Profumeria ed accessori e il back of shirt sponsor Pronto Casa. Infine, sui pantaloncini si nota Gio Ga Costruzioni.
| Casa | Trasferta | Terza divisa |

## Organigramma societario
Dal sito internet ufficiale della società.
Area direttiva
- Presidente: Daniele Arigliano
- Vice presidente: Damiano Pozzesserre
- Soci: Francesco Bassi, Consiglia Lacorte, Teodoro Arigliano
- Direttore generale: Pierluigi Valentini

Area organizzativa
- Direttore operativo: Daniele Guardascione
- Team Manager: Salvatore Giarnuso
- Magazziniere: Tonino Pinto
- Aiuto magazziniere: Antonio Castrignano

Area comunicazione e marketing
- Responsabile: Dario Stefanelli
- Addetto Stampa, Social Media Manager: Giorgia Aprile
- Fotografa ufficiale: Simona Di Maria
- Web Developer: Marco Baldassarre
- Graphic Designer: Luca Durso, Marco Carrozzo

Area tecnica
- Direttore sportivo: Vincenzo Minguzzi fino al 27 febbraio 2023[11]
- Addetto agli ufficiali di gara: Gianluigi Corliano
- Allenatore: Ciro Danucci
- Allenatore in seconda: Marco Perrone
- Collaboratore tecnico: Salvatore Piscopiello
- Preparatore dei portieri: Danilo Bassi
- Responsabile area fisica: Marzio Cretì

Area medica
- Responsabile: Dott. Carlo Milani
- Fisioterapista: Dott. Francesco D'Aprile
- Massaggiatore: Salvatore Mustich

## Rosa
| N. |                      | Ruolo | Calciatore               |
| -- | -------------------- | ----- | ------------------------ |
| 1  | Italia (bandiera)    | P     | Paolo Vismara            |
| 2  | Italia (bandiera)    | D     | Salvatore Santochirico   |
| 2  | Italia (bandiera)    | D     | Samuele Montalto         |
| 3  | Italia (bandiera)    | D     | Bernardo Esposito        |
| 4  | Argentina (bandiera) | D     | Franco Gorzelewski       |
| 6  | Italia (bandiera)    | C     | Enrico Zampa             |
| 6  | Italia (bandiera)    | D     | Marco Rossi              |
| 7  | Italia (bandiera)    | C     | Vittorio Triarico        |
| 8  | Italia (bandiera)    | C     | Crocefisso Cancelli      |
| 9  | Italia (bandiera)    | A     | Matteo Di Piazza         |
| 9  | Italia (bandiera)    | A     | Francesco Felleca        |
| 10 | Italia (bandiera)    | A     | Gaetano Dammacco         |
| 11 | Italia (bandiera)    | A     | Simone D'Anna (capitano) |
| 13 | Italia (bandiera)    | C     | Emmanuele De Rosa        |
| 14 | Italia (bandiera)    | D     | Mauro Sepe               |
| 15 | Spagna (bandiera)    | C     | Pablo de Lucas           |
| 16 | Argentina (bandiera) | D     | Bruno Valenti            |
| 17 | Argentina (bandiera) | D     | Nicolas D'Agata          |

| N. |                         | Ruolo | Calciatore                 |
| -- | ----------------------- | ----- | -------------------------- |
| 17 | Senegal (bandiera)      | A     | Papa Diouf                 |
| 18 | Sierra Leone (bandiera) | C     | Winston Ceesay             |
| 19 | Italia (bandiera)       | C     | Nicola Malaccari           |
| 20 | Nigeria (bandiera)      | A     | Malik Opoola               |
| 21 | Albania (bandiera)      | A     | Elios Minaj                |
| 22 | Italia (bandiera)       | P     | Nicolas Oliveto            |
| 22 | Italia (bandiera)       | P     | Tommaso Di Fusco           |
| 23 | Italia (bandiera)       | D     | Alex Sirri (vice capitano) |
| 24 | Gambia (bandiera)       | A     | Lamin Bittaye              |
| 27 | Italia (bandiera)       | C     | Francesco Palumbo          |
| 30 | Italia (bandiera)       | A     | Emanuele Di Giulio         |
| 30 | Italia (bandiera)       | D     | Luca Di Modugno            |
| 31 | Italia (bandiera)       | D     | Marco Baldan               |
| 32 | Italia (bandiera)       | A     | Domenico Santoro           |
| 70 | Italia (bandiera)       | C     | Gianmarco Mancarella       |
| 77 | Romania (bandiera)      | A     | Bogdan Stăuciuc            |
| 80 | Italia (bandiera)       | C     | Dario Maltese              |
| 94 | Italia (bandiera)       | A     | Ciro Favetta               |

## Calciomercato

### Sessione estiva(dal 01/07 al 01/09)
| Acquisti         | Acquisti               | Acquisti        | Acquisti      |
| R.               | Nome                   | da              | Modalità      |
| ---------------- | ---------------------- | --------------- | ------------- |
| P                | Paolo Vismara          | Atalanta        | prestito      |
| P                | Nicolas Oliveto        | Monopoli        | prestito      |
| D                | Marco Baldan           |                 | svincolato    |
| D                | Franco Gorzelewski     |                 | svincolato    |
| D                | Alex Sirri             |                 | svincolato    |
| D                | Mauro Sepe             | Napoli          | definitivo    |
| D                | Nicolas D'Agata        |                 | svincolato    |
| D                | Bernardo Esposito      | Vescovio        | definitivo    |
| D                | Bruno Valenti          | Rotonda         | prestito      |
| D                | Salvatore Santochirico | Carrarese       | prestito      |
| C                | Enrico Zampa           | Trapani         | definitivo    |
| C                | Pablo de Lucas         |                 | svincolato    |
| C                | Crocefisso Cancelli    |                 | svincolato    |
| C                | Francesco Palumbo      |                 | svincolato    |
| C                | Emmanuele De Rosa      |                 | svincolato    |
| A                | Matteo Di Piazza       |                 | svincolato    |
| A                | Gaetano Dammacco       |                 | svincolato    |
| A                | Domenico Santoro       |                 | svincolato    |
| A                | Simone D'Anna          | Bitonto         | definitivo    |
| A                | Elios Minaj            | Città di Varese | definitivo    |
| A                | Lamin Bittaye          |                 | svincolato    |
| A                | Bogdan Stăuciuc        |                 | svincolato    |
| A                | Malik Opoola           |                 | svincolato    |
| Altre operazioni |                        |                 |               |
| R.               | Nome                   | da              | Modalità      |
| A                | Lucio Gaeta            | Cassino         | fine prestito |

| Cessioni         | Cessioni             | Cessioni            | Cessioni      |
| R.               | Nome                 | a                   | Modalità      |
| ---------------- | -------------------- | ------------------- | ------------- |
| P                | Giuseppe Cervellera  | Sangiuliano City    | definitivo    |
| P                | Andrea Cavalli       |                     | svincolato    |
| P                | Stefano Carriero     |                     | svincolato    |
| D                | Michele Spinelli     |                     | svincolato    |
| D                | Pietro Stranieri     |                     | svincolato    |
| D                | Giovanni Alfano      | Angri               | definitivo    |
| D                | Mirko Moi            |                     | svincolato    |
| D                | Mattia Romano        | Pro Vasto           | definitivo    |
| D                | Giuseppe Pinto       |                     | svincolato    |
| D                | Piergiorgio Falivene |                     | svincolato    |
| D                | Simone Siciliano     |                     | svincolato    |
| D                | Gabriel Laneve       |                     | svincolato    |
| D                | Nicola Semeraro      |                     | svincolato    |
| C                | Marian Găldean       |                     | svincolato    |
| C                | Alessio Esposito     |                     | svincolato    |
| C                | Simone Morleo        | Città di Sant'Agata | definitivo    |
| C                | Alessandro De Luca   | Casarano            | definitivo    |
| C                | Jaime León           |                     | svincolato    |
| C                | Alessandro Sibilla   |                     | svincolato    |
| C                | Giacomo Zappacosta   |                     | svincolato    |
| C                | Christian Schirone   |                     | svincolato    |
| A                | Giuseppe Lopez       | Martina             | definitivo    |
| A                | Michele Silvestro    |                     | svincolato    |
| A                | Sebastian Meneses    | Città di Castello   | definitivo    |
| A                | Ismaila Badje        |                     | svincolato    |
| A                | Hassen Rekik         |                     | svincolato    |
| A                | Francesco Trovè      |                     | svincolato    |
| Altre operazioni |                      |                     |               |
| R.               | Nome                 | a                   | Modalità      |
| D                | Christian Colaci     | Bari                | fine prestito |
| D                | Gabriele Majore      | Catanzaro           | fine prestito |
| C                | Saverio Desiderato   | Monopoli            | fine prestito |

### Sessione invernale(dal 01/12 al 31/01/23)
| Acquisti         | Acquisti          | Acquisti      | Acquisti      |
| R.               | Nome              | da            | Modalità      |
| ---------------- | ----------------- | ------------- | ------------- |
| P                | Tommaso Di Fusco  | Cosenza       | prestito      |
| D                | Luca Di Modugno   | Molfetta      | definitivo    |
| D                | Samuele Montalto  | Padova        | prestito      |
| D                | Marco Rossi       |               | svincolato    |
| C                | Dario Maltese     | Lamezia Terme | definitivo    |
| C                | Winston Ceesay    | Trapani       | definitivo    |
| A                | Ciro Favetta      | Casertana     | definitivo    |
| A                | Papa Diouf        | Kalmar        | definitivo    |
| A                | Francesco Felleca | Seregno       | definitivo    |
| Altre operazioni |                   |               |               |
| R.               | Nome              | da            | Modalità      |
| A                | Lucio Gaeta       | Gladiator     | fine prestito |

| Cessioni         | Cessioni               | Cessioni            | Cessioni                |
| R.               | Nome                   | a                   | Modalità                |
| ---------------- | ---------------------- | ------------------- | ----------------------- |
| D                | Mauro Sepe             | Nola                | definitivo              |
| D                | Nicolas D'Agata        | Sancataldese        | definitivo              |
| C                | Enrico Zampa           |                     | rescissione consensuale |
| C                | Pablo de Lucas         |                     | fine carriera           |
| A                | Matteo Di Piazza       | Barletta            | definitivo              |
| A                | Lucio Gaeta            | Santa Maria Cilento | definitivo              |
| A                | Elios Minaj            | Arconatese          | definitivo              |
| A                | Emanuele Di Giulio     | Avetrana            | prestito                |
| Altre operazioni |                        |                     |                         |
| R.               | Nome                   | a                   | Modalità                |
| P                | Nicolas Oliveto        | Monopoli            | fine prestito           |
| D                | Salvatore Santochirico | Carrarese           | fine prestito           |

### Operazioni esterne alle sessioni
| Acquisti | Acquisti             | Acquisti | Acquisti   |
| R.       | Nome                 | da       | Modalità   |
| -------- | -------------------- | -------- | ---------- |
| C        | Gianmarco Mancarella |          | svincolato |
| C        | Nicola Malaccari     |          | svincolato |

| Cessioni | Cessioni      | Cessioni | Cessioni   |
| R.       | Nome          | a        | Modalità   |
| -------- | ------------- | -------- | ---------- |
| A        | Lamin Bittaye | Avezzano | definitivo |

## Risultati

### Serie D

#### Girone di andata
| Arbitro: | Gallo (Castellammare di Stabia) |

|  |           |                                  |
|  | Marcatori | 9’ (rig.) Dammacco 88’ Di Piazza |

| Arbitro: | Zago (Conegliano) |

|                                            |           |             |
| Dammacco 5’ Santoro 52’, 63’ Di Piazza 71’ | Marcatori | 18’ Palazzo |

| Arbitro: | Frasynyak (Gallarate) |

|              |           |               |
| Lauria 90+1’ | Marcatori | 66’ Di Piazza |

| Arbitro: | Vailati (Crema) |

|            |           |              |
| D'Anna 21’ | Marcatori | 83’ Saraniti |

| Arbitro: | Rodigari (Bergamo) |

|  |           |                |
|  | Marcatori | 4’, 12’ D'Anna |

| Arbitro: | Torreggiani (Civitavecchia) |

|                                                                |           |  |
| Dammacco 5’ Di Piazza 15’ (rig.) Zampa 46’ Triarico 90’ (rig.) | Marcatori |  |

| Arbitro: | Kovacevic (Arco-Riva) |

|                                     |           |  |
| Mincica 12’ Talamo 35’ M. Baldé 80’ | Marcatori |  |

| Arbitro: | Massari (Torino) |

|                 |           |               |
| S. Molinaro 90’ | Marcatori | 47’ Malaccari |

| Arbitro: | Arcidiacono (Acireale) |

|                                 |           |            |
| Dammacco 26’ (rig.) Zampa 90+2’ | Marcatori | 33’ Cerone |

| Arbitro: | Di Loreto (Terni) |

|                                 |           |               |
| Figliomeni 23’ P. Iaccarino 30’ | Marcatori | 70’ Di Piazza |

| Arbitro: | Marra (Mantova) |

|                |           |                             |
| Mancarella 11’ | Marcatori | 13’ Vicedomini 42’ Loiodice |

| Arbitro: | Drigo (Portogruaro) |

|                |           |              |
| Di Federico 6’ | Marcatori | 22’ Stăuciuc |

| Arbitro: | Picardi (Viareggio) |

|             |           |  |
| Palumbo 40’ | Marcatori |  |

| Arbitro: | Matina (Palermo) |

|                     |           |                                     |
| Longo 17’ Fucci 60’ | Marcatori | 37’ D'Anna 42’ Felleca 53’ Dammacco |

| Arbitro: | Aldi (Lanciano) |

|                                    |           |              |
| Felleca 71’ (rig.) Opoola 76’, 83’ | Marcatori | 90’ Ferreira |

| Arbitro: | Ursini (Pescara) |

|                       |           |            |
| Banegas 26’ Bubas 84’ | Marcatori | 79’ Opoola |

| Arbitro: | Balducci (Empoli) |

|                        |           |  |
| Felleca 23’ D'Anna 61’ | Marcatori |  |

#### Girone di ritorno
| Brindisi 8 gennaio 2023, ore 15:00 CET 18ª giornata | Brindisi               | 0 – 0 referto | FC Francavilla | Franco Fanuzzi (2 000 spett.)\| Arbitro: \| S. Esposito (Ercolano) \| |
| Arbitro:                                            | S. Esposito (Ercolano) |               |                |                                                                       |

| Arbitro: | Selva (Alghero) |

|            |           |                   |
| Maffei 57’ | Marcatori | 45+2’ B. Esposito |

| Arbitro: | Muccignato (Pordenone) |

|                                          |           |           |
| Gorzelewski 8’ Stăuciuc 44’ Opoola 90+1’ | Marcatori | 40’ Isaac |

| Arbitro: | Allegretta (Molfetta) |

|           |           |           |
| Citro 60’ | Marcatori | 79’ Sirri |

| Arbitro: | Striamo (Salerno) |

|  |           |              |
|  | Marcatori | 90+6’ Ancora |

| Arbitro: | Santinelli (Bergamo) |

|            |           |                         |
| Maione 61’ | Marcatori | 70’, 76’ (rig.) Felleca |

| Arbitro: | Galiffi (Alghero) |

|           |           |  |
| Sirri 55’ | Marcatori |  |

| Arbitro: | Caruso (Viterbo) |

|                 |           |             |
| Gorzelewski 32’ | Marcatori | 53’ A. Sepe |

| Arbitro: | Di Renzo (Bolzano) |

|  |           |                                        |
|  | Marcatori | 17’ Santoro 42’, 50’ Opoola 66’ D'Anna |

| Arbitro: | Cevenini (Siena) |

|            |           |  |
| Opoola 71’ | Marcatori |  |

| Arbitro: | Viapiana (Catanzaro) |

|                 |           |                                                     |
| Scaringella 80’ | Marcatori | 20’ Santoro 24’ D'Anna 69’ Papa Diouf 84’ W. Ceesay |

| Arbitro: | Palumbo (Bari) |

|                                          |           |  |
| Dammacco 18’ Opoola 57’ Di Modugno 90+1’ | Marcatori |  |

| Arbitro: | F. Gai (Carbonia) |

|            |           |                        |
| Avella 40’ | Marcatori | 13’ Sirri 23’ Dammacco |

| Arbitro: | Fantozzi (Civitavecchia) |

|             |           |                   |
| Maltese 78’ | Marcatori | 40’ (rig.) Kordić |

| Arbitro: | Pasculli (Como) |

|  |           |                       |
|  | Marcatori | 59’ Opoola 90’ D'Anna |

| Arbitro: | Torreggiani (Civitavecchia) |

|           |           |  |
| Sirri 68’ | Marcatori |  |

| Arbitro: | Toro (Catania) |

|  |           |                        |
|  | Marcatori | 45’ Santoro 60’ Opoola |

#### Spareggio promozione
| Arbitro: | Tona Mbei (Cuneo) |

|                 |           |                                      |
| C. Foggia 90+1’ | Marcatori | 32’ D'Anna 73’ Opoola 90+12’ Felleca |

### Poule Scudetto

#### Turno preliminare
| Arbitro: | Marra (Mantova) |

|             |           |                           |
| Felleca 69’ | Marcatori | 75’ Litteri 90+1’ Palermo |

| Arbitro: | Catanzaro (Catanzaro) |

|                                  |           |  |
| Todisco 19’ Badje 57’ Petito 62’ | Marcatori |  |

### Coppa Italia Serie D

#### Turni eliminatori
| Arbitro: | Palumbo (Bari) |

|                                  |           |              |
| Bianchini 81’ T. Maldonado 90+1’ | Marcatori | 85’ Stăuciuc |

## Statistiche

### Statistiche di squadra
Statistiche aggiornate al 21 maggio 2023.
| Competizione         | Punti | In casa | In casa | In casa | In casa | In casa | In casa | In trasferta | In trasferta | In trasferta | In trasferta | In trasferta | In trasferta | Totale | Totale | Totale | Totale | Totale | Totale | DR  |
| Competizione         | Punti | G       | V       | N       | P       | Gf      | Gs      | G            | V            | N            | P            | Gf           | Gs           | G      | V      | N      | P      | Gf     | Gs     | DR  |
| -------------------- | ----- | ------- | ------- | ------- | ------- | ------- | ------- | ------------ | ------------ | ------------ | ------------ | ------------ | ------------ | ------ | ------ | ------ | ------ | ------ | ------ | --- |
| Serie D              | 69    | 17      | 11      | 4       | 2       | 29      | 10      | 17+1         | 9+1          | 5            | 3            | 30+3         | 17+1         | 34+1   | 20+1   | 9      | 5      | 59+3   | 27+1   | +34 |
| Poule Scudetto       | 0     | 1       | 0       | 0       | 1       | 1       | 2       | 1            | 0            | 0            | 1            | 0            | 3            | 2      | 0      | 0      | 2      | 1      | 5      | -4  |
| Coppa Italia Serie D | -     | 0       | 0       | 0       | 0       | 0       | 0       | 1            | 0            | 0            | 1            | 1            | 2            | 1      | 0      | 0      | 1      | 1      | 2      | -1  |
| Totale               | 69    | 18      | 11      | 4       | 3       | 30      | 12      | 20           | 10           | 5            | 5            | 34           | 23           | 38     | 21     | 9      | 8      | 64     | 35     | +29 |

### Andamento in campionato
| Giornata  | 1 | 2 | 3 | 4 | 5 | 6 | 7 | 8 | 9 | 10 | 11 | 12 | 13 | 14 | 15 | 16 | 17 | 18 | 19 | 20 | 21 | 22 | 23 | 24 | 25 | 26 | 27 | 28 | 29 | 30 | 31 | 32 | 33 | 34 |
| --------- | - | - | - | - | - | - | - | - | - | -- | -- | -- | -- | -- | -- | -- | -- | -- | -- | -- | -- | -- | -- | -- | -- | -- | -- | -- | -- | -- | -- | -- | -- | -- |
| Luogo     | T | C | T | C | T | C | T | T | C | T  | C  | T  | C  | T  | C  | T  | C  | C  | T  | C  | T  | C  | T  | C  | C  | T  | C  | T  | C  | T  | C  | T  | C  | T  |
| Risultato | V | V | N | N | V | V | P | N | V | P  | P  | N  | V  | V  | V  | P  | V  | N  | N  | V  | N  | P  | V  | V  | N  | V  | V  | V  | V  | V  | N  | V  | V  | V  |
| Posizione | 4 | 1 | 2 | 4 | 3 | 1 | 3 | 4 | 2 | 3  | 6  | 7  | 4  | 4  | 3  | 5  | 3  | 3  | 5  | 3  | 4  | 5  | 4  | 4  | 5  | 4  | 3  | 3  | 3  | 3  | 3  | 2  | 1  | 1  |

Fonte:  Classifica Serie D Girone H, su tuttocampo.it. URL consultato il 10 gennaio 2025.
Legenda:

Luogo: C = Casa; T = Trasferta. Risultato: V = Vittoria; N = Pareggio; P = Sconfitta.

### Statistiche dei giocatori
Sono in corsivo i calciatori che hanno lasciato la squadra a stagione in corso.
| Giocatore       | Serie D  | Serie D | Serie D     | Serie D    | Poule Scudetto | Poule Scudetto | Poule Scudetto | Poule Scudetto | Coppa Italia Serie D | Coppa Italia Serie D | Coppa Italia Serie D | Coppa Italia Serie D | Totale   | Totale | Totale      | Totale     |
| Giocatore       | Presenze | Reti    | Ammonizioni | Espulsioni | Presenze       | Reti           | Ammonizioni    | Espulsioni     | Presenze             | Reti                 | Ammonizioni          | Espulsioni           | Presenze | Reti   | Ammonizioni | Espulsioni |
| --------------- | -------- | ------- | ----------- | ---------- | -------------- | -------------- | -------------- | -------------- | -------------------- | -------------------- | -------------------- | -------------------- | -------- | ------ | ----------- | ---------- |
| M. Baldan       | 26       | 0       | 8           | 0          | 2              | 0              | 0              | 0              | 0                    | 0                    | 0                    | 0                    | 28       | 0      | 8           | 0          |
| L. Bittaye      | 1        | 0       | 0           | 0          | 0              | 0              | 0              | 0              | 1                    | 0                    | 0                    | 0                    | 2        | 0      | 0           | 0          |
| C. Cancelli     | 33+1     | 0       | 3+1         | 0          | 2              | 0              | 0              | 0              | 0                    | 0                    | 0                    | 0                    | 36       | 0      | 4           | 0          |
| W. Ceesay       | 18+1     | 1       | 3           | 0          | 1              | 0              | 0              | 0              | 0                    | 0                    | 0                    | 0                    | 20       | 1      | 3           | 0          |
| N. D'Agata      | 1        | 0       | 0           | 0          | 0              | 0              | 0              | 0              | 0                    | 0                    | 0                    | 0                    | 1        | 0      | 0           | 0          |
| G. Dammacco     | 29+1     | 7       | 4           | 0          | 1              | 0              | 0              | 0              | 1                    | 0                    | 0                    | 0                    | 32       | 7      | 4           | 0          |
| S. D'Anna       | 31+1     | 8+1     | 14          | 0          | 2              | 0              | 0              | 0              | 1                    | 0                    | 0                    | 0                    | 35       | 9      | 14          | 0          |
| P. de Lucas     | 4        | 0       | 2           | 0          | 0              | 0              | 0              | 0              | 1                    | 0                    | 0                    | 0                    | 5        | 0      | 2           | 0          |
| E. De Rosa      | 14       | 0       | 3           | 0          | 2              | 0              | 0              | 0              | 1                    | 0                    | 1                    | 0                    | 17       | 0      | 4           | 0          |
| T. Di Fusco     | 2        | -2      | 0           | 0          | 1              | -3             | 0              | 0              | 0                    | -0                   | 0                    | 0                    | 3        | -5     | 0           | 0          |
| E. Di Giulio    | 1        | 0       | 0           | 0          | 0              | 0              | 0              | 0              | 0                    | 0                    | 0                    | 0                    | 1        | 0      | 0           | 0          |
| L. Di Modugno   | 16+1     | 1       | 1           | 0          | 2              | 0              | 1              | 0              | 0                    | 0                    | 0                    | 0                    | 19       | 1      | 2           | 0          |
| P. Diouf        | 10       | 1       | 0           | 0          | 0              | 0              | 0              | 0              | 0                    | 0                    | 0                    | 0                    | 10       | 1      | 0           | 0          |
| M. Di Piazza    | 10       | 5       | 1           | 0          | 0              | 0              | 0              | 0              | 0                    | 0                    | 0                    | 0                    | 10       | 5      | 1           | 0          |
| B. Esposito     | 23+1     | 1       | 4           | 1          | 1              | 0              | 0              | 0              | 0                    | 0                    | 0                    | 0                    | 25       | 1      | 4           | 1          |
| C. Favetta      | 2        | 0       | 0           | 0          | 0              | 0              | 0              | 0              | 0                    | 0                    | 0                    | 0                    | 2        | 0      | 0           | 0          |
| F. Felleca      | 17+1     | 5+1     | 1           | 0          | 2              | 1              | 0              | 0              | 0                    | 0                    | 0                    | 0                    | 20       | 7      | 1           | 0          |
| F. Gorzelewski  | 27+1     | 2       | 4           | 0          | 1              | 0              | 0              | 0              | 1                    | 0                    | 0                    | 0                    | 30       | 2      | 4           | 0          |
| N. Malaccari    | 26+1     | 1       | 4           | 0          | 2              | 0              | 0              | 0              | 0                    | 0                    | 0                    | 0                    | 29       | 1      | 4           | 0          |
| D. Maltese      | 7+1      | 1       | 0           | 0          | 2              | 0              | 1              | 0              | 0                    | 0                    | 0                    | 0                    | 10       | 1      | 1           | 0          |
| G. Mancarella   | 13       | 1       | 0           | 0          | 1              | 0              | 0              | 0              | 0                    | 0                    | 0                    | 0                    | 14       | 1      | 0           | 0          |
| E. Minaj        | 8        | 0       | 0           | 0          | 0              | 0              | 0              | 0              | 1                    | 0                    | 0                    | 0                    | 9        | 0      | 0           | 0          |
| S. Montalto     | 0        | 0       | 0           | 0          | 1              | 0              | 0              | 0              | 0                    | 0                    | 0                    | 0                    | 1        | 0      | 0           | 0          |
| N. Oliveto      | 1        | -2      | 0           | 0          | 0              | -0             | 0              | 0              | 0                    | -0                   | 0                    | 0                    | 1        | -2     | 0           | 0          |
| M. Opoola       | 20+1     | 10+1    | 2+1         | 0          | 1              | 0              | 0              | 0              | 0                    | 0                    | 0                    | 0                    | 22       | 11     | 3           | 0          |
| F. Palumbo      | 18       | 1       | 2           | 0          | 2              | 0              | 0              | 0              | 1                    | 0                    | 0                    | 0                    | 21       | 1      | 2           | 0          |
| M. Rossi        | 2        | 0       | 0           | 0          | 2              | 0              | 0              | 0              | 0                    | 0                    | 0                    | 0                    | 4        | 0      | 0           | 0          |
| S. Santochirico | 1        | 0       | 0           | 0          | 0              | 0              | 0              | 0              | 0                    | 0                    | 0                    | 0                    | 1        | 0      | 0           | 0          |
| D. Santoro      | 25+1     | 5       | 4           | 0          | 0              | 0              | 0              | 0              | 1                    | 0                    | 0                    | 0                    | 27       | 5      | 4           | 0          |
| M. Sepe         | 1        | 0       | 0           | 0          | 0              | 0              | 0              | 0              | 0                    | 0                    | 0                    | 0                    | 1        | 0      | 0           | 0          |
| A. Sirri        | 29+1     | 4       | 7           | 1          | 0              | 0              | 0              | 0              | 1                    | 0                    | 1                    | 0                    | 31       | 4      | 8           | 1          |
| B. Stăuciuc     | 16       | 2       | 1           | 0          | 1              | 0              | 0              | 0              | 1                    | 1                    | 0                    | 0                    | 18       | 3      | 1           | 0          |
| V. Triarico     | 13+1     | 1       | 0           | 0          | 1              | 0              | 0              | 0              | 0                    | 0                    | 0                    | 0                    | 15       | 1      | 0           | 0          |
| B. Valenti      | 30+1     | 0       | 4           | 1          | 2              | 0              | 0              | 0              | 1                    | 0                    | 0                    | 0                    | 34       | 0      | 4           | 1          |
| P. Vismara      | 31+1     | 23+1    | 4           | 0          | 1              | -2             | 0              | 0              | 1                    | -2                   | 0                    | 0                    | 34       | 20     | 4           | 0          |
| E. Zampa        | 10       | 2       | 5           | 1          | 0              | 0              | 0              | 0              | 1                    | 0                    | 0                    | 0                    | 11       | 2      | 5           | 1          |